# Beiler
Beiler (luxemburgisch Beelerⓘ) ist eine Ortschaft in der Gemeinde Weiswampach, Kanton Clerf im Großherzogtum Luxemburg.

## Lage
Beiler ist die nördlichste Ortschaft der Gemeinde Weiswampach und liegt direkt an der Grenze zu Belgien. Nachbarorte sind im Westen Malscheid, im Norden Lascheid, beide in Belgien, im Osten Leithum und im Süden Weiswampach.

## Allgemeines
Beiler ist ein kleines ländlich geprägtes Dorf und von Wiesen umgeben. In der Ortsmitte steht die Kirche St. Odilia, ein Bau aus dem Jahr 1857.